# Punt returner
Il punt returner (PR), ruolo del football americano e canadese, è il componente dello special team specialista nella ricezione e nel ritorno dei punt.

## Compito
Il compito del punt returner consiste nel recuperare la palla dopo un'azione di punt della squadra avversaria e nel cercare di riportarla il più avanti possibile. Generalmente, quando la palla è ancora in volo, il punt returner deve valutare se la posizione degli altri giocatori in campo gli può consentire la possibilità di avanzare la palla (eventualmente fino alla end zone, realizzando così un touchdown) oppure se recuperare al volo la palla, dopo aver segnalato l'intenzione di non avanzarla, realizzando così un'azione di "fair catch".
Un'altra possibile alternativa per il punt returner, quando valuti troppo rischioso tentare di recuperare la palla, è quella di lasciarla cadere a terra senza toccarla, rinunciando così al ritorno.
Le caratteristiche del punt returner, dato il suo compito nella squadra, sono simili a quelle di un wide receiver o di un defensive back, entrambi allenati a raccogliere la palla al volo ed a portarla il più avanti possibile.